# アーヴィング・バクスター
アーヴィング・バクスター（Irving Knot Baxter、1876年3月25日- 1957年6月13日）は、アメリカ合衆国の陸上競技選手。
1900年パリオリンピックでは走高跳で1m90の記録で金メダルを獲得。また、棒高跳でも3m30の記録で金メダルを獲得し2冠を達成した。オリンピックの歴史上、走高跳と棒高跳びの両種目を制したのはバクスターただ一人である。
また、バクスターは、立ち高跳び、立ち幅跳び、立ち三段跳びにも出場。いずれの種目も、同じアメリカのレイ・ユーリーに敗れ3つの銀メダルを獲得した。